# Urbanización de Salou S.A. (USSA)
Urbanización de Salou S.A. (USSA) va ser una societat fundada a Reus l'any 1928 com a societat limitada, amb el nom d'«Oliveró, Laporte i Companyia» que va usar el nom comercial de «Urbanización de Salou». Comptava amb l'aval i el recolzament del Banc de Reus, i la seu de l'empresa era al mateix edifici del Banc de Reus, al raval de santa Anna. Al registre d'empreses de l'Ajuntament consten com a socis fundadors Rupert Oliveró d'Aixemús, Sebastià Laporte Vilà i Antoni Escolà Ruiz. Els accionistes principals van ser Laporte i Escolà. Segons els estatuts es dedicarien a «la compra i venda de terrenys i solars, i urbanització i construcció d'edificis» a Salou.
El maig de l'any següent, 1929, la societat es va transformar en anònima i va prendre el nom definitiu d'«Urbanización de Salou S.A. (USSA)». Van ampliar els seus objectius amb «la construcció i explotació d'un casino i la construcció d'hotels i garatges». Tenien un capital social d'1 milió de pessetes distribuïdes en accions de 500 pessetes.
L'USSA va encarregar a l'arquitecte Josep Maria Pujol, que era assessor de l'ajuntament de Vila-seca un estudi per urbanitzar totes les parcel·les propietat dels accionistes. Aquest informe es va convertir en una planificació urbanística de gairebé tota la platja de Ponent, i enllaçava le propostes de construcció de la societat amb els terrenys ja urbanitzats.
El primer projecte realitzat va ser la construcció d'un hotel-balneari, amb el nom de «La Terrassa», que es va inaugurar el mateix 1929 i es va enderrocar l'any 1997. El Banc de Reus va encarregar al mateix temps un edifici al costat del moll, just al davant del que ara es el Club Nàutic, dedicat a l'oci i a la restauració, però la fallida del Banc de Reus l'any 1931 va aturar el projecte. La guerra civil va interrompre el conjunt d'iniciatives d'urbanització, fins que a l'any 1941 es va dissoldre l'empresa «Urbanización de Salou S.A. (USSA)».
L'edifici de «la Terrassa» va sobreviure com a restaurant fins que es va enderrocar l'any 1997.